# Фармингтон (Илиноис)
Фармингтон (енгл. Farmington) град је у америчкој савезној држави Илиноис. По попису становништва из 2010. у њему је живело 2.448 становника.

## Демографија
Према попису становништва из 2010. у граду је живело 2.448 становника, што је 153 (5,9%) становника мање него 2000. године.
| Група             | 2000.         | 2010.         |
| Белци             | 2.546 (97,9%) | 2.379 (97,2%) |
| Афроамериканци    | 3 (0,1%)      | 9 (0,4%)      |
| Азијати           | 4 (0,2%)      | 6 (0,2%)      |
| Хиспаноамериканци | 25 (1,0%)     | 21 (0,9%)     |
| Укупно            | 2.601         | 2.448         |